# Néstor Ayala
Néstor Ayala Villagra (San Lorenzo, 18 febbraio 1983) è un calciatore paraguaiano, attaccante del CA San Martín.